# Apostolski symbol wiary
Apostolski symbol wiary (łac. Symbolum Apostolorum lub Symbolum Apostolicum), w skrócie Symbol Apostolski (potocznie: Skład apostolski, Wierzę w Boga, z łac. credo – wierzę) – najwcześniejsze wyznanie wiary Kościoła katolickiego. Pierwsze pisane świadectwo tekstu sięga początku III wieku. Późniejsza legenda przypisała autorstwo samym Apostołom. Autorytet tego Credo wziął się, po pierwsze, z faktu jego powstania w Rzymie, który od początku cieszył się szczególnym autorytetem wśród innych kościołów lokalnych Zachodu, po drugie, stąd, że jego treść postrzegano jako odbicie apostolskiej tradycji wiary. W symbolu wyrażona jest wiara w Trójcę Świętą, używa go przede wszystkim Zachód chrześcijański: Kościół rzymskokatolicki, Kościoły starokatolickie, anglikanie, liczne wyznania protestanckie. W Kościele rzymskokatolickim odmawiany jest jako modlitwa prywatna, a także publicznie w czasie takich nabożeństw jak różaniec czy koronka do Miłosierdzia Bożego. W różnych wersjach językowych Mszału rzymskiego Symbol Apostolski jest podany jako alternatywny wobec zazwyczaj recytowanego w niedziele Symbolu Nicejsko-Konstantynopolitańskiego, w Mszale polskim nie został jednak ujęty.

## Historia
Studia historyczne wykazały, że symbol powstał najprawdopodobniej w Rzymie, nie wcześniej niż w II wieku. Tekst w obecnej formie jest owocem długotrwałego procesu ewolucyjnego. Rozróżnia się dwie postacie Symbolu apostolskiego, odpowiednio do stadium ewolucji tekstu: starszą wersję «R» i młodszą, rozwiniętą wersję «T».

### Pierwotna wersja «R»
Wersja «R» (oznaczona tak od Rzymu) była na początku przekazywana zarówno w grece, jak i po łacinie, gdyż w tych dwóch językach modlono się w kościele rzymskim. Pierwszym znanym pisemnym świadkiem wersji «R» jest dzieło Hipolita Rzymskiego Tradycja apostolska z początku III wieku. Hipolit zapisał tekst symbolu w formie pytań chrzcielnych – wersja «R» ma już wtedy postać prawie ostateczną. Ta wersja znajduje się także m.in. u Augustyna z Hippony w homilii 213 i u Piotra Chryzologa w homiliach 57-62.
Najstarszy wariant wersji «R» odnaleziono w XI-wiecznym monastycznym kodeksie liturgicznym: na końcu psałterza znajduje się tekst grecki symbolu, zapisany w transkrypcji – literami anglo-saksońskimi. Tekst porównano z symbolem, który wysłał w liście Marcellinus (zm. ok. 374) biskup Ancyry w Galacji w Azji Mniejszej, papieżowi Juliuszowi I (biskup Rzymu w latach 337–352), aby oczyścić się z podejrzeń o herezję. List ten umieścił Epifaniusz z Salaminy w dziele Contra haereses panaria, haer.72,3.1.

### Wersja «T»
Wersja oznaczona literą «T» (od Textus receptus) powstała bez wątpienia w Galii, jej uzupełnienia w stosunku do wersji «R» były prawdopodobnie inspirowane wschodnimi symbolami. Wystąpiła ona już u Cezarego z Arles (zm. 542) prawie w takiej postaci, jak obecnie. Wersja ta rozprzestrzeniła się na całym Zachodzie i wróciła do Rzymu, gdzie wyparła wersję «R». W późniejszych wiekach przechodziła drobne modyfikacje, które zakończyły się wraz z opublikowaniem Symbolu apostolskiego najpierw w Katechizmie Rzymskim (1566), następnie w Brewiarzu Rzymskim (1568), wydanym po Soborze trydenckim dla usunięcia różnic w modlitwie – ad tollendam orandi varietatem.

## Tekst symbolu

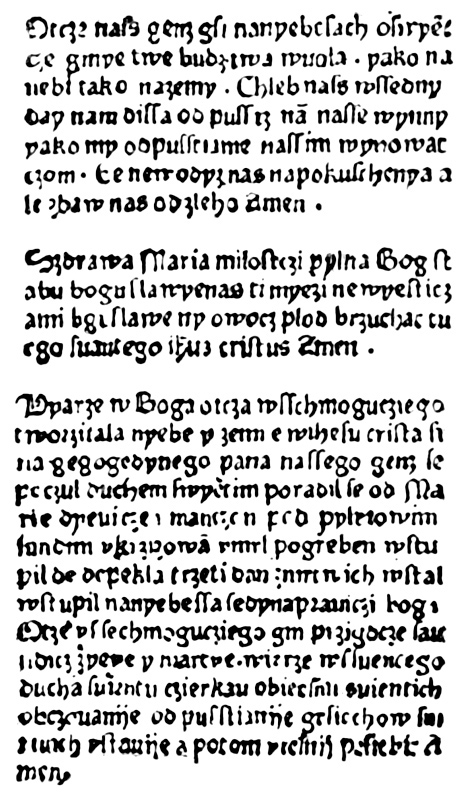
Wierzę w Boga wśród innych modlitw wydrukowanych po polsku w 1475 roku. Ilustracja z Encyklopedii staropolskiej Zygmunta Glogera

Poniżej wersje R T oraz współczesne polskie tłumaczenie:
| Greka – pierwotna wersja «R» (III w.) | Łacina – końcowa wersja «T» (XVI w.) | Polski – dzisiejsza wersja liturgiczna (XX w.) |
| --- | --- | --- |
| Πιστεύω εἰς Θεὸν πατέρα [-!] παντοκράτορα· καὶ εἰς Χριστὸν 'Ιησοῦν, τὸν υἱὸν αυτοῦ τὸν μονογενῆ, τὸν κύριον ἡμῶν, τὸν γεννηθέντα ἐκ πνεύματος ἁγίου ἐκ Μαρίας τῆς παρθένου, τὸν ἐπὶ Ποντίου Πιλάτου σταυρωθέντα καὶ ταφέντα, καὶ τῇ τρίτῃ ἡμέρᾳ ἁναστάντα ἐκ τῶν νεκρῶν, ἀναβάντα εἰς τοὺς οὐρανούς, καὶ καθήμενον ἐν δεξιᾷ τοῦ πατρός, ὅθεν ἔρχεται κρῖναι [κρίνειν] ζῶντας καὶ νεκρούς· καὶ εἰς πνεῦμα ἅγιον [τὸ ἅγιον πνεῦμα], ἁγίαν ἐκκλησίαν, ἄφεσιν ἁμαρτιῶν, σαρκὸς ἁνάστασιν [, ζωὴν αἰώνιον] | Credo in Deum Patrem omnipotentem, Creatorem caeli et terrae. Et in Iesum Christum, Filium eius unicum, Dominum nostrum, qui conceptus est de Spiritu Sancto, natus ex Maria Virgine, passus sub Pontio Pilato, crucifixus, mortuus, et sepultus, descendit ad inferos, tertia die resurrexit a mortuis, ascendit ad caelos, sedet ad dexteram Dei Patris omnipotentis, inde venturus est iudicare vivos et mortuos. Credo in Spiritum Sanctum, sanctam Ecclesiam catholicam, sanctorum communionem, remissionem peccatorum, carnis resurrectionem et vitam aeternam. Amen. | Wierzę w Boga, Ojca Wszechmogącego, Stworzyciela nieba i ziemi i w Jezusa Chrystusa, Syna Jego Jedynego, Pana naszego, który się począł z Ducha Świętego. Narodził się z Marii Panny, umęczon pod Ponckim Piłatem, ukrzyżowan, umarł i pogrzebion, zstąpił do piekieł, trzeciego dnia zmartwychwstał, wstąpił na niebiosa, siedzi po prawicy Boga, Ojca Wszechmogącego, stamtąd przyjdzie sądzić żywych i umarłych. Wierzę w Ducha Świętego, święty Kościół powszechny, Świętych obcowanie / społeczność Świętych, grzechów odpuszczenie, ciała zmartwychwstanie, żywot wieczny. Amen |

## Legenda o apostolskim powstaniu symbolu
Według legendy, która pojawiła się już w IV wieku – w liście synodu mediolańskiego (ok. 390) do papieża Syrycjusza, oraz u Ambrożego z Mediolanu w dziele Wyjaśnienie symbolu (Explanatio symboli), a także u Rufina z Akwilei w Expositio in symbolum 2 – i mogła powstać w Syrii w III w., Symbol Apostolski został skomponowany przez samych Apostołów. Dwa wieki później, w VI wieku w Galii pojawiła się wersja rozbudowana tej legendy, mianowicie że w dniu Zesłania Ducha Świętego każdy z dwunastu Apostołów wygłosił jedno z dwunastu zdań Symbolu.
Wątpliwości co do apostolskiego autorstwa Symbolu wysuwał Piotr Abelard, a po nim Lorenzo Valla i Erazm z Rotterdamu. Jednak w okresie reformacji i kontrreformacji zarówno katolicy, jak i protestanci, w większości opowiadali się za wersją tradycyjną. W XIX wieku Nikolai Frederik Severin Grundtvig twierdził, że treść Symbolu została przekazana apostołom bezpośrednio przez Jezusa pomiędzy zmartwychwstaniem i wniebowstąpieniem; pogląd ten podzielali nawet niektórzy późniejsi teolodzy.

## Komentarze do Symbolu
W ciągu wieków wiele razy komentowano i wyjaśniano Symbol apostolski.

### Ojcowie Kościoła
W epoce patrystycznej wyjaśnianie Symbolu wiązało się z przygotowaniem katechumenów do chrztu. Właściwe, ortodoksyjne wyznanie wiary było bowiem uznawane za warunek ważności chrztu. Grzegorz z Nazjanzu nawiązując do poglądów ariańskich na temat Jezusa Chrystusa, którego zwolennicy Ariusza uważali za stworzenie, a nie za współistotnego Ojcu pisał:

Jeśli oddaję cześć stworzeniu, albo gdybym był ochrzczony w /imię/ stworzenia, nie dokonałoby się moje przebóstwienie, ani też nie przemieniłyby się moje pierwsze narodziny.

Dlatego na Soborze w Nicei (325) np. od uczniów Pawła z Samosaty, kiedy chcieli wrócić do Kościoła powszechnego wymagano bezwarunkowego chrztu. Podobnie odnoszono się na Soborze w Konstantynopolu (381) do neoarian, uczniów Eunomiusza z Kyziku, montanistów i sabelian, którzy musieli przyjąć właściwy chrzest. Od tych zaś, którzy byli ochrzczeni z użyciem niezmienionej formuły z wezwaniem Trójcy Świętej żądano jedynie, by wyrzekli się niezgodnych z wiarą Kościoła przekonań i namaszczano ich.
Apostolskie wyznanie wiary objaśniało wielu Ojców Kościoła. Znamy m.in. dziełko O wierze i Symbolu Augustyna z Hippony oraz jego katechezy-homilie n. 212-215 na ten temat, a także mowy Piotra Chryzologa oraz Wenancjusza Fortunatusa.

### Średniowiecze

#### Komentarz Tomasza z Akwinu
Jednym z komentujących był Tomasz z Akwinu, który omawiał go w codziennych wielkopostnych kazaniach w Neapolu w 1273 r. Słuchacze tych kazań wysoko oceniali komentarze dominikanina. Jeden z nich, Jan Copola z Neapolu, stwierdził, że prawie cały Neapol schodził się by słuchać kazań Tomasza. W dziele Streszczenie teologii, które posłużyło mu jako materiał do tych kazań, wyjaśniał on m.in. wiarę chrześcijańską na temat wcielenia Syna Bożego, Marii jako Matki Bożej i jej dziewictwa.
W ujęciu Tomasza sformułowanie:
- Który się począł z Ducha Świętego znalazło się w Symbolu, by sprostować błędne nauczanie Ebiona i Kerynta, którzy twierdzili, że ciało Chrystusa zostało ukształtowane z męskiego nasienia.

- Narodził się z Marii Panny – jest skierowane przeciw gnostyckim poglądom Walentyna i wszystkich tych, którzy nauczali, że ciało Chrystusa jest pozorne albo też innej niż ludzka natury i że nie zostało wzięte z ciała Dziewicy i w nim ukształtowane. Sformułowanie to wyklucza również błąd Nestoriusza, który nie zgadzał się nazywać Marii Matką Bożą[20]. Tomasz przypomniał naukę o unii hipostatycznej w następujący sposób:

Jeśli ktoś wyznaje, że Syn Boży przyjął ludzką naturę do jedności osoby, musi się zgodzić, że Błogosławiona Dziewica Maryja jest Matką Boga. Nestoriusz zaś przeczył temu, że jedna jest osoba Boga i człowieka Jezusa Chrystusa, toteż konsekwentnie przeczył temu, iż Dziewica Maryja jest Matką Boga.

Tomasz wyjaśniał też, że sformułowanie Symbolu o dziewictwie Marii: Narodził się z Maryi Panny należy rozumieć w świetle przyszłego życia w zmartwychwstaniu. Dziewictwo Marii miało sens historio-zbawczy:

Po to bowiem Syn Boży, przyjąwszy ciało, przyszedł na świat, żeby nas doprowadzić do stanu zmartwychwstania, w którym „ani się nie żenią, ani za mąż wychodzą, lecz będą ludzie jak aniołowie w niebie” (Mt 22,30). Toteż uczył [nas] o powściągliwości i dziewictwie, aby w życiu wiernych jaśniał w jakiś sposób obraz przyszłej chwały. Zatem stosowne było, aby w swoim narodzeniu zaszczycił dziewictwo, rodząc się z Dziewicy.

Tomasz rozumiał sformułowanie Symbolu: z Maryi Panny jako mówiące o wieczystym dziewictwie Marii, czyli trwającym przed porodem i po porodzie, ale także podczas porodu. Argumentował to faktem, ze ciało Chrystusa, które przyszło do uczniów mimo drzwi zamkniętych (por. J 21,26), tą samą mocą mogło wyjść z zamkniętego łona Matki. Ponadto – ponieważ Chrystus przyszedł na świat, by odnowić człowieka – także po to, by ludzkie ciało zepsute przywrócić do integralności, zniszczenie dziewiczej integralności Marii byłoby wbrew logice Jego misji.